# Шкляревський Олександр Андрійович
Олександр Шкляревський (2 лютого 1837 — 1883) — український письменник-белетрист, основоположник жанру «кримінального роману» (детективу).

## Життєпис
Народився в Ірклієві Золотоніського повіту Полтавської губернії; його батько, що перебував у міщанському стані, працював учителем у Валуйках; бабуся утримувала заїжджий двір у Лубнах. Навчався у 1-й харківській гімназії, але внаслідок крайньої бідності батьків змушений був піти із 4-го класу. В 1854 склав іспит на звання парафіяльного вчителя і, отримавши місце у Воронежі, прослужив там більше 10 років; був також викладачем у воронезькій жіночій прогімназії.
Почав писати у «Воронезьких Губернських Відомостях»; у журналі «Виховання» Чумакова було надруковано низку його статей педагогічного змісту. Відомим Шкляревський став наприкінці 1860-х як автор численних повістей та романів кримінального змісту. Перший його твір в цьому стилі — оповідання "Отпетый" — було надруковане в журналі "Дело" (1866) і мало значний успіх. У цьому ж році через хворобу, страждаючи на порок серця, Шкляревський залишив педагогічну діяльність і присвятив себе виключно літературній праці. У 1869 переселився до Петербурга і тривалий час працював у «Санкт-Петербурзьких Відомостях» (редакції Корша), а потім і в багатьох інших виданнях. Необхідність швидко працювати, а також богемне життя та алкоголізм несприятливо відгукнулись на розвиток його таланту.
Окрім безлічі оповідань, виданих під загальною назвою «Рассказы судебного следователя» (СПб., 1872) та «Рассказы судебного следователя» (СПб., 1878) [Архівовано 21 січня 2022 у Wayback Machine.], вийшли також окремим виданням такі твори: «Доля» (казка-билина, СПб, 1870), «Шевельнулось тёплое чувство» (повість, СПб., 1870), «Твори, повісті та оповідання» (М., 1871), «Сочинения, повести и рассказы» (М., 1872), «Уголки трущобного мира» (СПб, 1875), «Исповедь ссыльного» (СПб, 1877; 2-е видання — 1879), «Принциписты-самоубийцы» (М., 1880), «Утро после бала» і «Нераскрытое преступление» (М., 1878), «Убийство без следов» (СПб, 1878), «Современные преступники» (М., 1880), «Две преступницы» (М., 1880), «Как люди погибают» (М., 1880), «Собрание сочинений» (СПб, 1881), «Самоубийца ли она» (СПб, 1882), роман «Новая метла» (який був написаний Шкляревським за кілька місяців до смерті; СПб, 1886, видання 2-е на користь сімейства Ш.; в ньому ж був поміщений біографічний нарис про письменника).

## Джерело
- Шкляревський Олександр Андрійович // Русский биографический словарь : в 25 т. — СПб.—М., 1896—1918. (рос.)
- Шкляревський Олександр Андрійович // Энциклопедический словарь Брокгауза и Ефрона : в 86 т. (82 т. и 4 доп. т.). — СПб., 1890—1907. (рос. дореф.)